# Higuerote
Higuerote es una región turística muy cerca de Caracas, la ciudad Capital de Venezuela. Posee hermosas playas y su cercanía con Caracas la hace muy codiciada para los temporadistas que buscan un desahogo de la ciudad capital. Es una de las regiones con mayor potencial de crecimiento en toda Venezuela. Higuerote cuenta con su propio aeropuerto y posee la capacidad para convertirse en puerto para Cruceros nacionales e internacionales. Su expectativa de crecimiento se ve potenciada por su cercanía a la Capital, sus hermosas playas, sus terrenos fértiles y su capacidad turística. Expertos aseguran que la falta de un mayor desarrollo turístico en la zona han sido por falta de inversión por parte del Gobierno Nacional.

## Geografía

### Ubicación
Es una región que representa la capital del Municipio Brión, ubicado en el Estado Miranda, Venezuela. Se encuentra a un metro sobre el nivel del mar, sus playas atraen a decenas de turistas cada año sobre todo en los días de asueto. Posee un Aeropuerto y está comunicada con Caracas por la Autopista Gran Mariscal de Ayacucho accediendo vía Caucagua. Tiene una población de 62 940 habitantes (censo 2023). La atraviesa el Río Curiepe y entre las playas más cercanas a Higuerote se encuentran: Los Totumos, Mahagua, Chirere, Puerto Francés, San Francisquito, Caracolito, Corrales, Playa Chocolate, Buche y Chirimena. Estas playas son visitadas por temporadistas, principalmente de la ciudad de Caracas aunque también se ha observado el crecimiento de temporadistas de Guarenas y Guatire, que son ciudades satélites de la capital venezolana.
Higuerote, localidad costera del estado Miranda, se caracteriza por poseer suelos arcillosos de alta fertilidad, condiciones que han favorecido históricamente el cultivo de cacao de excelente calidad. Esta región forma parte de la reconocida franja cacaotera del litoral central venezolano, donde se producen variedades consideradas entre las mejores del mundo. 
En las inmediaciones del poblado se encuentra una fábrica de chocolate artesanal, punto de referencia para los visitantes, donde se elaboran productos con diversos niveles de pureza y concentración, en base al cacao cultivado localmente. Esta industria ha fortalecido tanto la economía regional como la proyección gastronómica y turística de Higuerote.

## Clima
El clima de Higuerote es húmedo, costero y cálido, con una temperatura media anual elevada, lo que lo convierte en un destino ideal para actividades recreativas y playeras durante todo el año. La combinación de clima, brisa marina y vegetación litoral conforma un entorno propicio para el esparcimiento y el turismo.

## Historia

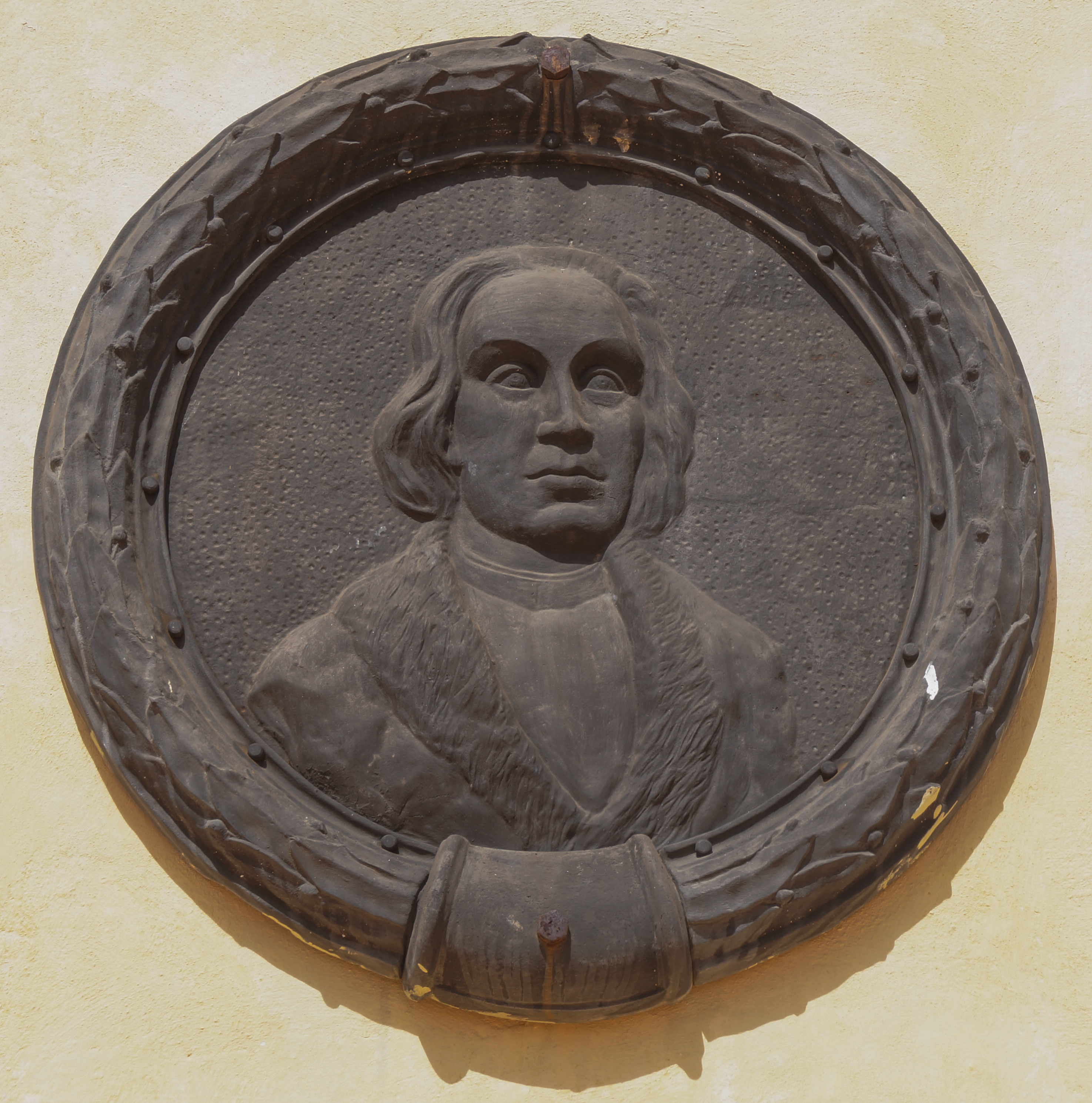
Alonso de Ojeda

La zona fue avistada por Alonso de Ojeda en su viaje del año 1499. Ya hay mención del sitio, habitado por indios de la etnia Caribe, desde el año 1515. Su nombre proviene del cacique indígena Higoroto que lideraba las tribus indígenas de la zona. Fue sitio de refugio de bucaneros y piratas y por sus aguas salía el contrabando del cacao de la zona de Barlovento. El lugar ha sido un poblado permanente desde mediados del siglo XIX.

## Administración y política

### Organización territorial
- Parroquia del Municipio Brión: Higuerote además de ser capital, también es parroquia del Municipio Brión, además de Tacarigua de Brión y Curiepe.

- Cabo Codera y Puerto Francés: La bahía de Carenero, a solo unos minutos de Higuerote, es el proveedor principal de petróleo y sus derivados de Caracas. Higuerote y Carenero están bañadas por aguas marrones debido a la proximidad de desembocaduras de grandes ríos. La mayoría de sus pobladores son de origen africano por lo que tienen una tradición musical muy rica. Uno de los festivales más conocidos de esta región son Las Tamboras. también las famosas festividades en conmemoración a las fiestas de san juan bautista todos los 24 de junio que son las fiestas más grande de los tambores de la zona costera.

Hacia el oeste encontramos al Cabo Codera y más allá de este encontramos El puesto de Víctor, las playas de Chirere, La Cangrejera y por último el río de Aricagua. El Cabo Codera funciona como una barrera gigante que previene que las aguas marrones que desembocan de los ríos se difundan hacia el oeste, explicando así el color azul brillante que tiene el mar en la zona de El Banquito.
A unos 30 km al norte de la ciudad se encuentra el Farallón Centinela, una gran roca blanca y solitaria de unas 3200 m² que emerge 28 metros sobre el mar.

## Actividades Recreativas
Se pueden practicar diferentes actividades en la región entre las cuales están:
1. - Submarinismo.
2. - Pesca.
3. - Paseos en Lancha.
4. - Sky acuático.
5. - Paracaidismo.
6. - Kayak.
7. - Velerismo.
8. - Viajes a la Isla de la Tortuga.
9. - Ciclismo.
10. - Rustiqueo 4x4.
11. - Voleibol playero.
12. - Fútbol de playa.